# Grabauer See
Der Grabauer See ist ein See im Kreis Stormarn im deutschen Bundesland  Schleswig-Holstein südlich der Ortschaft Grabau. Der See ist ca. 32 ha groß und bis zu 2,3 m tief.